# Franz Tschager
Franz Tschager (né le 25 août 1962  en Bolzano) est un pilote automobile de courses de côte italien.

## Biographie
Sa carrière en sports mécaniques s'étale régulièrement de 1987 (sur Volkswagen Golf 1,6 L. Gr.N, déjà en montagne) à 2002. Il court encore sporadiquement en 2003 et 2007.
À compter de 1994, il évolue sur des monoplaces type Formule 3000, à commencer par un prototype Alfa Romeo 3000.
Il succède au palmarès du championnat d'Europe de la Catégorie II à son compatriote Pasquale Irlando, également triple vainqueur consécutivement entre 1997 et 1999, sur le même type de véhicule Osella PA20S-BMW.

## Palmarès

### Titres
- Triple Champion d'Europe de la montagne de catégorie II, en 2000, 2001 et 2002 (le tout sur Osella PA20S-BMW (Gr. CN));
- Champion d'Italie de la montagne classe Prototype "P2": 1994;
- Champion d'Italie de la montagne classe Prototype "P1": 1998;
- Coupe d'Italie de la montagne: 1997;
- Champion de Trivénétie de la montagne: 1994 et 1997;
  - Vice-champion d'Europe de la montagne, en 1999;
  - Vice-champion d'Italie de la montagne, en 1994 et 1998;

## Victoires notables en championnat d'Europe de la montagne
- 1997: Trento Bondone;
- 1999: Rechberg;
- 1999, 2000 et 2001: rampa da Falperra;
- 1999: Ecce homo;
- 2000: Trier;
- 2000, 2001 et 2002: Vallecamonica;
- 2002: Al Fito;
- 2002: Serra da Estrela;
- 2002: coppa Carotti (Rieti).